# Bosrotslijster
De bosrotslijster (Monticola sharpei) is een zangvogel uit de familie Muscicapidae (Vliegenvangers). De vogel werd in 1871 door George Robert Gray geldig beschreven. Het is een endemische vogelsoort uit Madagaskar. De ondersoorten worden wel als aparte soorten beschouwd, maar volgens in 2011 gepubliceerd DNA-onderzoek is dat niet terecht.

## Kenmerken

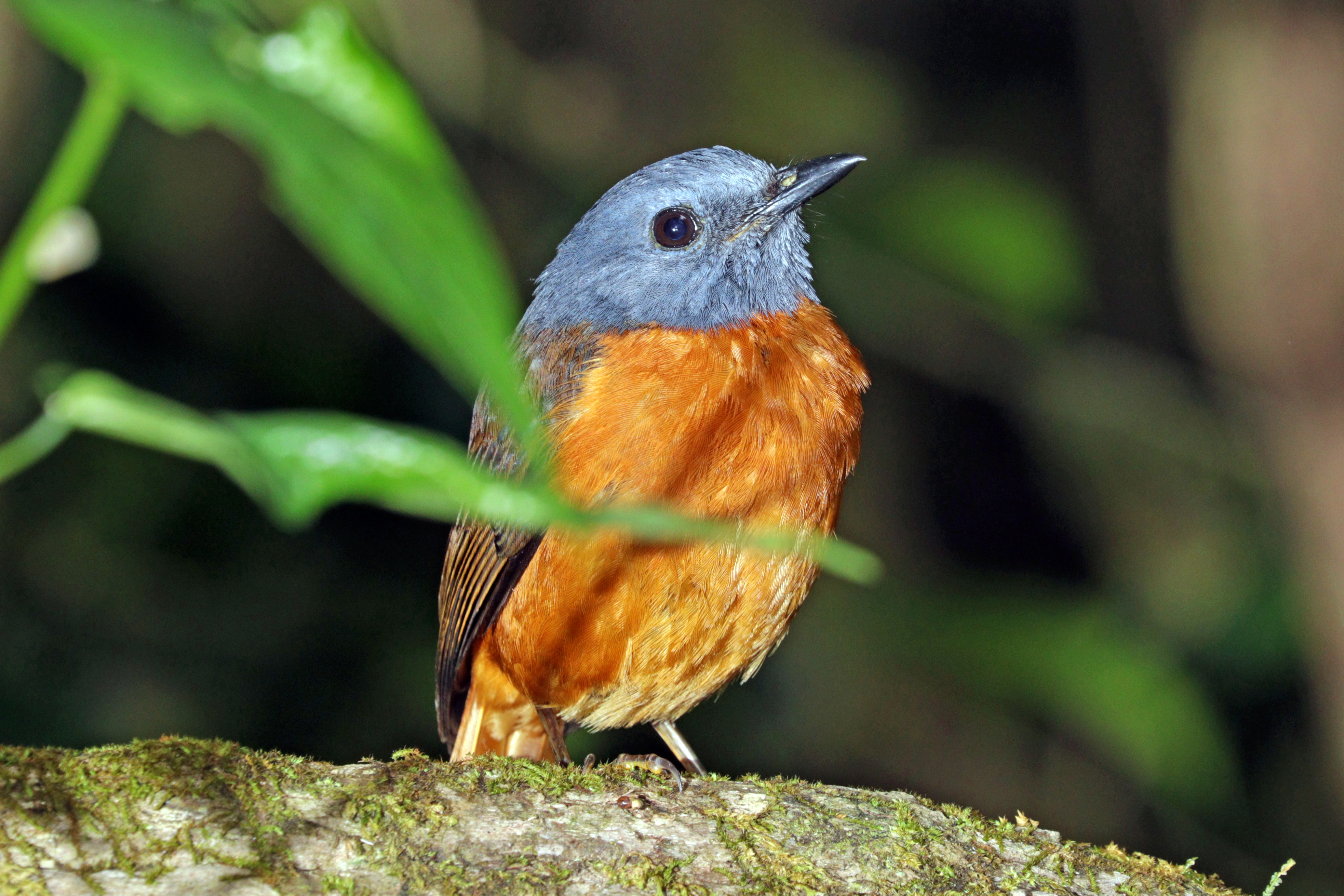
Bosrotslijster (ondersoort M. s. erythronotus)

De vogel is 16 cm lang. Het mannetje heeft een dof grijsblauw gekleurde kop, waarbij het blauw een beetje doorloopt tot op de borst. Ook de mantel is blauwgrijs. De rest van de bovenkant is dofbruin. De stuit en de buitenste staartpennen zijn helder oranje. De snavel is zwart en de poten zijn ook vrij donker. Het vrouwtje is van boven donker, zoals het mannetje, maar mist het blauw. Van onder is ze bleek roodbruin met lichte streepjes en een witte kin. De snavel is zwart en de poten zijn roze tot grijsbruin.  Het mannetje van de ondersoort Monticola sharpei erythronotus heeft geen blauw maar oranjerood op de borst, is roodbruin op de mantel en heeft een iets forsere snavel.

## Verspreiding en leefgebied
Deze soort komt voor in montaan, natuurlijk bos op hoogten tussen 800 en 2050 meter boven zeeniveau. Dit bos is er voornamelijk nog in beschermde natuurgebieden. Er zijn twee ondersoorten:
- M. s. sharpei (Gray, GR, 1871): oostelijk Madagaskar.
- M. s. bensoni Farkas, 1971: zuidwestelijk Madagaskar (benson-rotslijster)

## Status
De bosrotslijster heeft een groot verspreidingsgebied en daardoor is de kans op de status kwetsbaar (voor uitsterven) nog gering. De grootte van de wereldpopulatie is niet gekwantificeerd, maar is aan grote fluctuaties onderhevig. De soort gaat in aantal achteruit omdat het leefgebied krimpt, versnipperd raakt door houtkap en zwerflandbouw. Echter, het tempo van achteruitgang ligt onder de 30% in tien jaar (minder dan 3,5% per jaar). Om deze redenen staat de vogel als niet bedreigd op de Rode Lijst van de IUCN.